# Tel al-Sultan
El campament de refugiats de Tel al-Sultan o Tall as-Sultan (àrab: معسكر تل السلطان, muʿaskar Tall as-Sulṭān) és un dels vuit camps de refugiats palestins situats a la Franja de Gaza. Es troba a la governació de Rafah just al nord de la ciutat de Rafah i del camp de Rafah. fou creat per instal·lar als refugiats expatriats del Camp Canada.
L'UNRWA no fa distinció entre el Camp de Rafah i e de Tall as-Sultan. L'Oficina Central d'Estadístiques de Palestina estimava la seva població en 2006 es 24,418 habitants.